# Bill Barber (hudebník)
Bill Barber, rodným jménem John William Barber, (21. května 1920, Hornell, New York, USA – 18. června 2007, Bronxville) byl americký jazzový tubista. 
Na tubu začal hrát na střední škole a následně jí studoval na Juilliard School. Po dokončení školy odešel do Kansas City v Missouri, kde se věnoval klasické hudbě. V roce 1949 se stal členem kapely trumpetisty Milese Davise. Během své kariéry spolupracoval s mnoha dalšími hudebníky, mezi něž patří například Art Blakey, Kenny Burrell, Slide Hampton, Bob Brookmeyer a John Coltrane.